# Gheorghe Butoiu
Gheorghe Butoiu (n. 7 noiembrie 1968, Dragoslavele, Argeș, România) este un fost jucător român de fotbal a activat ca mijlocaș. În prezent activează ca antrenor, iar din aprilie 2013 este antrenor secund al echipei Săgeata Năvodari.